# Enrique Salazar y Zubía
Enrique Salazar y Zubía – hiszpański malarz portrecista i prawnik pochodzący z Kraju Basków.
Był uczniem Casto Plasencii. W 1881 r. przedstawił dzieło Estudio de figura del natural na Krajowej Wystawie Sztuk Pięknych w Madrycie. Studiował prawo i od 1882 r. pracował w zawodzie, jednak nie przestawał malować i wystawiał swoje prace w konkursach. W 1882 r. otrzymał złoty medal na Exposición Provincial de Vizcaya za dzieło La Virgen y el Niño.

## Wybrane dzieła
- Estudio de figura del natural, 1881.
- La Virgen y el Niño, 1882.
- Cabeza de estudio, 1910.
- Episodio de la Guerra de la Independencia